# Xorides wenzeli
Xorides wenzeli är en stekelart som beskrevs av Ian D. Gauld 1997. Xorides wenzeli ingår i släktet Xorides och familjen brokparasitsteklar. Inga underarter finns listade i Catalogue of Life.